# Zeppola
Il termine zeppola indica vari tipi di dolci italiani di diversa origine e ricetta.

## Zeppole di san Giuseppe

### Zeppole napoletane
La zeppola di san Giuseppe è un dolce della tradizione pasticcera napoletana, diffuso in tutta la Campania, il cui nome deriva dal fatto che è tipico della festa di san Giuseppe. Sulle origini di questa specialità ci sono molte dispute, secondo una delle quali essa sia stata inventata a Barletta. La versione più riconosciuta, con pasta a bignè guarnita sopra con della crema pasticcera e un tocco di amarena, fu portata nel 1840 dal pasticcere Pintauro in via Toledo a Napoli che asserì di aver preso spunto da una tradizione barlettana. Pintauro trasformò e arricchì le antiche zeppole napoletane, semplici frittelle dolci partenopee di pasta di farina aromatizzata, fritte e rivestite di zucchero, la cui prima ricetta scritta risale all'appendice in dialetto napoletano del ricettario di Ippolito Cavalcanti del 1837. Queste antiche zeppole sono ancora oggi preparate nelle case dei napoletani, e anche in pasticceria nella versione più morbida, con aggiunta di patate lessate nell'impasto di farina, comunemente note come graffe. Anche Goethe conobbe le antiche zeppole napoletane il 19 marzo del 1787, e fece una descrizione del grande smercio che se ne faceva già allora in strada.
Da notare inoltre che in Campania, in particolare nel Cilento, sono chiamate impropriamente "zeppole" anche certi dolci natalizi, il cui nome più corretto sarebbe scauratielli, composti di acqua, olio e farina a forma di nodo e guarniti con il miele sciolto.
Gli ingredienti principali sono la farina, lo zucchero, le uova, il burro e l'olio d'oliva, la crema pasticcera, una spolverata di zucchero a velo e le amarene sciroppate per la decorazione. Nella tradizione napoletana esistono due varianti di zeppole di san Giuseppe: fritte e al forno. In entrambi i casi le zeppole hanno forma circolare con un foro centrale del diametro di 2 cm circa e vengono guarnite ricoprendole di crema pasticcera con sopra delle amarene sciroppate. Infine il dolce viene spolverato di zucchero a velo.
Alcune pasticcerie provvedono anche alla farcitura interna della zeppola con la crema pasticcera, discostandosi dalla tradizione. Ultimamente si trovano zeppole ripiene di crema gianduia e panna.
A Napoli il nome zeppola si usa anche per indicare le pastacresciute, specialità delle friggitorie tipiche, molto diverse e salate. In questa versione talvolta vengono aggiunti alghe di mare, acciughe salate o cicenielli.

### Zeppole pugliesi
Le zeppole vengono preparate per la festa di san Giuseppe, e in alcuni paesi dove si preparano le tradizionali "Tavole di san Giuseppe" vengono utilizzate come ultima pietanza, per dolce.
Sebbene negli ultimi anni si sia affermato l'uso di friggere la pasta della zeppola anche in olio di oliva, la vera zeppola pugliese viene fritta nello strutto.
Vengono preparate con acqua, strutto, sale, farina, limone grattugiato e uova, fritte o cotte al forno e decorate con crema pasticcera e crema al cioccolato, oppure due o tre amarene sciroppate. La zeppola fa parte della pasticceria pugliese ed è presente tutto l'anno, con una maggiore produzione nel periodo della festa di san Giuseppe.
Tra le varianti preparate in casa vi sono zeppole intrecciate a forma di elle minuscola, fritte e passate ancora calde nello zucchero. Queste zeppole tipicamente non hanno la crema.

#### Zeppole salentine
La versione diffusa nel Salento prevede il condimento costituito da una base di crema pasticciera ed il vertice di crema al cioccolato (o crema al cioccolato di carrubo), senza amarene sciroppate, con una spolverata di zucchero a velo o granella di noccioline.

### Zeppole itrane
A Itri (LT) con il nome di Zeppola di san Giuseppe si indica una piccola frittella di farina, acqua e lievito di birra, lievitata e fritta in olio di oliva e successivamente cosparsa di zucchero o miele. Ne esiste anche una variante più elaborata con l'aggiunta nell'impasto di uova e latte. È uno dei piatti tipici del paese preparati in occasione dei Fuochi di san Giuseppe.

### Zeppole siciliane

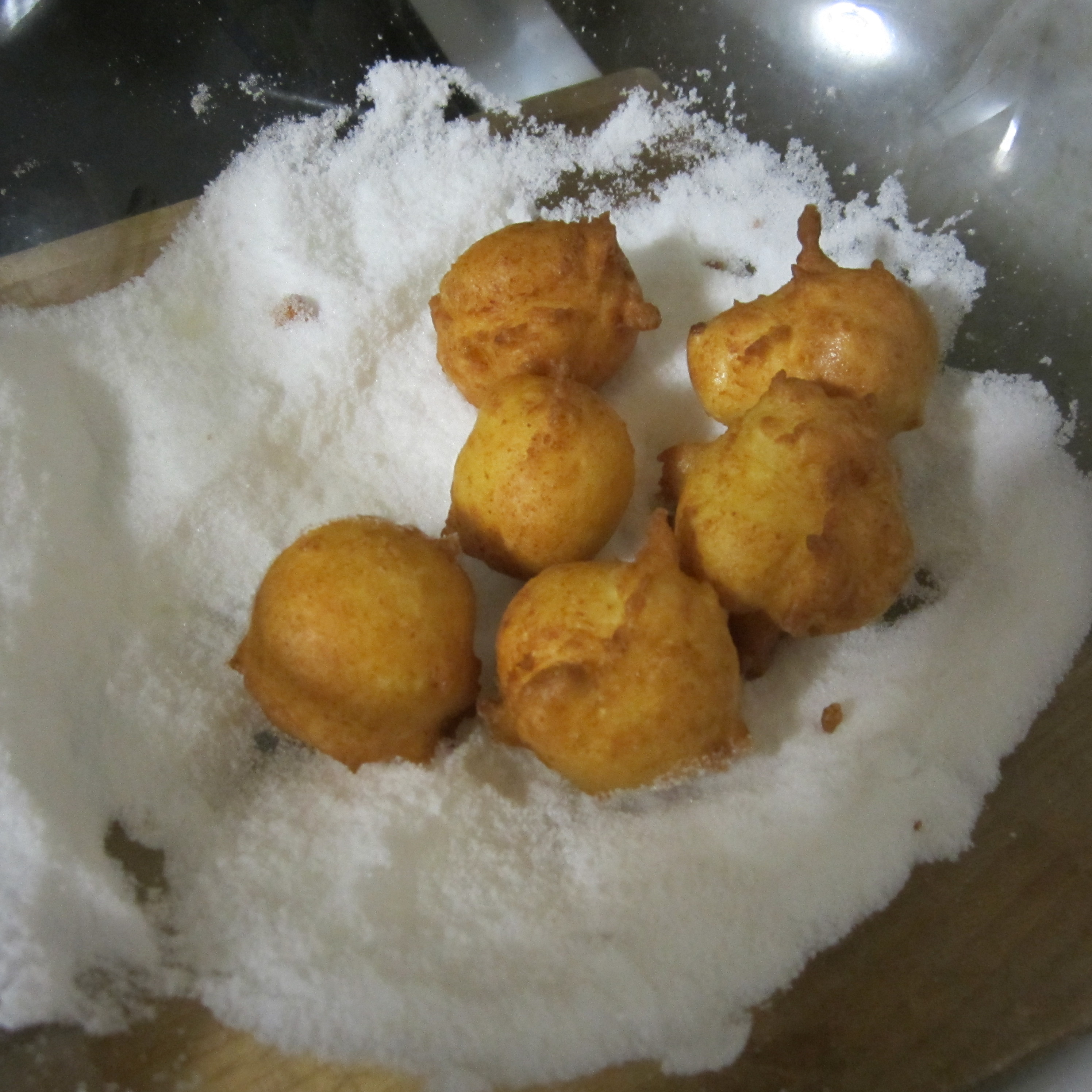
Zeppole siciliane con lo zucchero

Nella Sicilia occidentale, in particolare a Palermo, si cucina la sfincia di san Giuseppe, nel trapanese la sfincia.
Nella Sicilia orientale, a Catania fanno parte della tradizione le crispelle di riso.
Le crispelle, listelli di forma cilindrica lunghi circa 6-8 centimetri, vengono fritte nell'olio bollente e alla fine ricoperte di miele d'arancio e zucchero a velo con cannella.
A Siracusa, è ormai usanza comune fare e consumare le zeppole durante il periodo autunnale e in particolare l'11 novembre quando si celebra la festa di San Martino, nonché la fine della vendemmia. Proprio per questo motivo, è tradizione di origine contadina accompagnare le zeppole con il vino cotto. Le zeppole siracusane però differiscono da quelle degli altri comuni siciliani e delle altre regioni, perché sono delle palle fritte impastate semplicemente con acqua e farina, ripiene di ricotta (preferibilmente iblea), o crema di pistacchio (preferibilmente di Bronte) o nutella e cosparse di zucchero nella versione dolce, mentre in quella salata il ripieno è di acciughe, le quali solitamente si accoppiano con la tuma. In questo periodo dell'anno è facile trovare per le strade della città aretusea bar, panifici, pizzerie e rosticcerie che le producono e le vendono in grandi quantità in apposite strutture prefabbricate esterne.

### Zeppole calabresi
Le zeppole calabresi presentano delle varianti negli ingredienti e nella preparazione nelle tre province storiche:

#### Zeppole cosentine
Nella città di Cosenza le zeppole tipiche del 19 marzo per la festa di san Giuseppe vengono preparate con acqua, farina, burro, sale e uova intere e poi fritte in olio bollente. Dopodiché vengono lasciate raffreddare, farcite con crema pasticcera e guarnite con un'amarena sciroppata. Nella versione al forno vengono cotte alla temperatura di 200 °C per 10 minuti e poi abbassare la temperatura a 180 °C per altri 18 minuti.

#### Zeppole reggine
A Reggio Calabria le zeppole di san Giuseppe (zippuli duci ca' ricotta) sono dei piccoli bignè preparati con farina, zucchero, uova, vanillina e strutto, farciti con ricotta, zucchero, cannella, limone grattugiato e zucchero a velo.

#### Zeppole catanzaresi
A Catanzaro vengono preparate con margarina o strutto, farina, uova, cotte al forno e riempite con ricotta. Si farciscono poi con la crema, e in un ricciolo di crema si inserisce una ciliegina caramellata.

### Zeppole molisane
Come nella tradizione napoletana, nel Molise vengono sia cotte al forno sia fritte. All'interno si usa esclusivamente la crema pasticcera con l'aggiunta di un cucchiaino di marmellata di amarena o amarene intere come finitura. Una volta si vendevano a pezzo, piuttosto grande per dimensione; oggi vengono offerte anche nella versione mignon e vendute a peso.

### Zeppole abruzzesi
A Teramo città e nelle vallate attigue, dal Gran Sasso fino al mare, nel giorno di san Giuseppe è tradizione che il pranzo termini gustando una zeppola di san Giuseppe. È una sorta di bignè più grande, con all'interno della crema pasticcera rigorosamente bianca con l'aggiunta di un'amarena. All'Aquila, invece, la zeppola è una specie di ciambella lievitata, fritta e cosparsa di zucchero. Come per molte altre zone d'Italia, sono tipiche della festa di San Giuseppe. Rientra tra i prodotti agroalimentari tradizionali abruzzesi.

## Zeppole di Carnevale

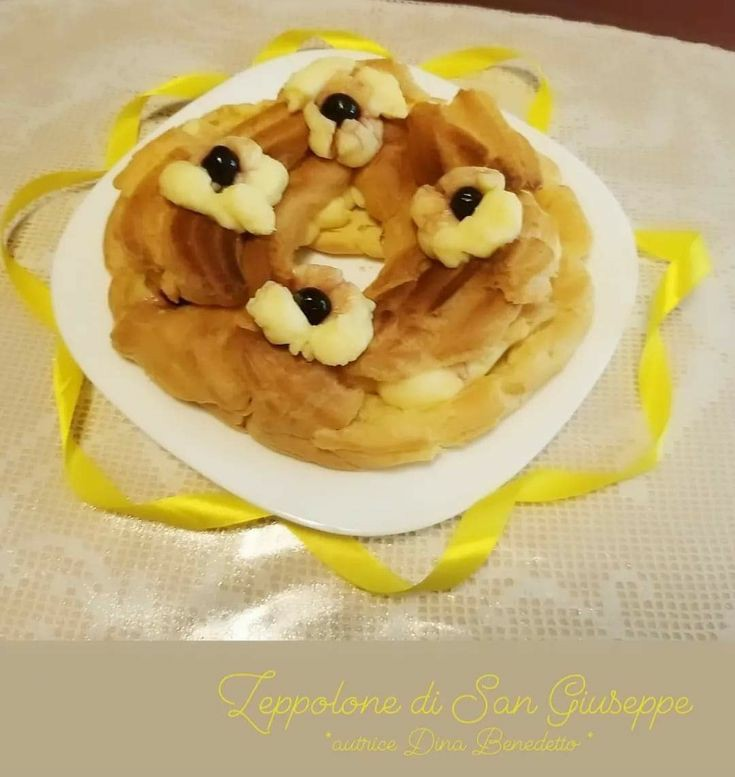
Zeppolone

In Sardegna, Marche, Umbria, Campania e altre regioni le zeppole sono un tipico dolce carnevalesco.

### Tzípulas
Le tzípulas o frisciòlas, spesso italianizzate in zeppole, costituiscono un dolce tradizionale del carnevale tipico della Sardegna. La ricetta può variare in diverse zone, ma in linea generale ha come ingredienti fondamentali la farina, il lievito e l'acqua, e come elementi eventuali, in alcune varianti, il latte, le uova, il limone, l'arancio, la mozzarella, le patate e nel sassarese e nel cagliaritano l'acquavite, il mirto o il liquore di anice. Il prodotto si consuma zuccherato o glassato. Un comune dove l'antica tradizione nella preparazione delle tzípulas e ben nota è quello di Narbolia, in provincia di Oristano, nella subregione del Montiferru, dove si tiene ogni anno, nel periodo del carnevale, una sagra dedicata a tale dolce, in cui la degustazione è accompagnata dalla presentazione di altri prodotti locali e da festeggiamenti folcloristici.

### Zeppole marchigiane
Le zeppole marchigiane hanno sempre forma di ciambella e non sono mai accompagnate da crema o da amarene. Insieme con arancini, frappe, cicerchiata e castagnole compongono il quintetto dei dolci carnevaleschi marchigiani. All'impasto spesso si aggiunge come aroma rum o anice (spesso presente nei dolci marchigiani) e la buccia di limone grattugiata.

### Zeppole nocelletesi
Sono un tipico dolce di Carnevale conservato e tramandato per tradizione a Nocelleto e nei paesi del territorio di Carinola (CE). 
Le origini non sono certe; potrebbero essere di epoca romana per composizione della pastella di base - anche se alcuni dei principali ingredienti sono stati nel tempo sostituiti, ad esempio, il miele con lo zucchero - o potrebbero essere correlate all'episodio attribuito a papa Gelasio nel V secolo che, per sfamare i pellegrini francesi giunti a Roma per la festa della Candelora, sancì in un certo senso l'origine ufficiale di una "cugina" della zeppola casalese, ovvero la crespella o crêpe o pan cake, e la sua diffusione. Sta di fatto che ancora oggi questo particolarissimo e gustosissimo dolce viene cucinato in un tegame in cotto che per la sua forma è comunemente chiamato “ruoto” ("teglia rotonda") - ruoto pà 'zeppula - e ha dimensioni che variano dai 20 ai 40 cm di diametro con una serie di forellini concentrici da 1–2 mm nella parte centrale. È prodotto rigorosamente a Cascano (l'antica Gallicanum), rinomata per i laboratori e le fornaci ove lavorare e cuocere la terracotta (famose le anfore per il trasporto del vino Falerno nell'antica Roma). Originariamente era considerato il dolce dei poveri, in quanto costituito da ingredienti semplici come farina, acqua, buccia di limone grattugiato, uova, sale, sugna e farcito da zucchero; nella versione attuale sono stati aggiunti cannella, vaniglia e anice. Riuscire a ottenere una zeppola è improbabile se almeno una volta non si è assistito al procedimento dal vivo. In particolare, la cottura avviene in maniera indiretta, per induzione nel “ruoto” di terracotta portato a una specifica temperatura, e non per cottura sul fuoco. Il risultato è una sorta di crespella omogeneamente bucherellata come un nido d'ape. Una volta solidificato, l'impasto è rimosso dal "ruoto" per guarnirne la superficie con dello zucchero granulare (nelle versioni più moderne anche con marmellata o crema alla nocciola). Generalmente la zeppola viene mangiata calda, e non è tagliata a fette in quanto da tradizione viene piacevolmente strappata con le mani.

## Varianti
Nei Paesi scandinavi e nell'Europa del Nord sono diffusi i klenät (conosciuti anche come kleina o fattigmann), gnocchi di pasta che possono contenere cardamomo, liquore e zucchero.